# Szlak Liwiej Łuży
Szlak Liwiej Łuży – zielony znakowany szlak turystyczny w województwie zachodniopomorskim, w powiecie gryfickim, w gminie Rewal.
Szlak okrężny, rozpoczyna się i kończy w centrum Niechorza, trasa wiedzie wokół jeziora Liwia Łuża, które jest rezerwatem ornitologicznym.

## Przebieg szlaku
Przebieg szlaku został zweryfikowany według stanu z 2006:
| Odległość | Atrakcje                                   | Punkt                                                                    | Przebieg (także dojścia)                                                     |
| --------- | ------------------------------------------ | ------------------------------------------------------------------------ | ---------------------------------------------------------------------------- |
| 0,0 km    | zabytek · kolej · autobus                  | Niechorze, budynek stacji kolejowej, PKS                                 | Szlak Nadmorski odchodzi do latarni morskiej Niechorze                       |
| 0,1 km    |                                            | Niechorze                                                                | aleja Bursztynowa                                                            |
| 0,5 km    | muzeum                                     | Muzeum Rybołówstwa Morskiego w Niechorzu                                 | aleja Bursztynowa - ul. Śląska                                               |
| 1,3 km    | autobus · camping                          | most                                                                     | Kanał Liwia Łuża                                                             |
| 1,5 km    | park                                       | Pogorzelica Sanatorium "Sandra"                                          | ul. Wojska Polskiego                                                         |
| 2,6 km    | park                                       | Pogorzelica (ul. Plażowa, zejście na plażę)                              | ul. Wojska Polskiego                                                         |
| 3,0 km    | park                                       | Pogorzelica, ul. Wojska Polskiego                                        | w prawo, w ul. Słoneczną                                                     |
| 4,0 km    | park · kolej · zabytek                     | Pogorzelica przejazd kolejowy budynek stacji kolejowej (100 m na wschód) | za torami Szlak Rowerowy Wokół Bałtyku odchodzi szosą do Konarzewa           |
|           |                                            | za torami                                                                | w prawo, w drogę polną do jeziora Liwia Łuża                                 |
| 4,6 km    | rezerwat faunistyczny                      | skręca w lewo, na południe                                               | wzdłuż granicy rezerwatu przyrody                                            |
| 5,8 km    | rezerwat faunistyczny                      | Skalno                                                                   | centrum wsi                                                                  |
| 6,0 km    | rezerwat faunistyczny · pomnik · grodzisko | Skalno, zachodni skraj wsi                                               | pomnik pomordowanych polskich robotników 1945, grodzisko (300 m na południe) |
| 6,2 km    | rezerwat faunistyczny                      | most                                                                     | Sadlno                                                                       |
| 6,9 km    | rezerwat faunistyczny                      | most                                                                     | Kanał Lądkowski (przy Stacji Pomp Niechorze)                                 |
| 7,3 km    | rezerwat faunistyczny                      | most                                                                     | Kanał Lądkowski                                                              |
| 7,9 km    | rezerwat faunistyczny                      | południowo-zachodni skraj jeziora                                        | Szlak Nadmorski z Lędzina                                                    |
| 9,0 km    |                                            | Niechorze, za torami z lewej                                             | Szlak Rowerowy Wokół Bałtyku z Rewala                                        |
| 9,3 km    | zabytek · kolej · autobus                  | Niechorze, PKS                                                           | opis: patrz początek                                                         |